# Mikojan-Gurevitj MiG-31
Mikojan-Gurevitj MiG-31 (ryska: Микоян Гуревич МиГ-31, NATO-rapporteringsnamn: Foxhound), är ett sovjetiskt/ryskt jaktflygplan.
MiG-31 togs i tjänst 1981 i dåvarande Sovjetunionen. Det är ett tvåsitsigt jaktflygplan, vars konstruktion och design påminner mycket om MiG-25. MiG-31 har en mycket lång aktionsradie vilket lämpar sig för patrullering av luftrummet, till exempel för att upptäcka kryssningsrobotar. MiG-31 är också ett mycket snabbt jetflyg med uppmätta hastigheter upp mot 3 000 km/h.
Beväpningen utgörs av en GSj-6-23 automatkanon och upp till 6 stycken jaktrobotar av typerna Molnija R-60 eller Vympel R-33.

## Historia
I början av 1970-talet började Sovjetunionen utvecklingen av ett nytt jaktplan som skulle kunna ersätta det äldre MiG-25. Då planet skulle kunna utföra samma typ av uppdrag så baserade man det nya planet på just MiG-25 men med många uppdateringar. 

## Specifikation/teknik/prestanda
Bland annat med en stabilare konstruktion då MiG-25 hade haft strukturella problem vid högre G-krafter. Planet fick också en ny radar som kan spåra upp till tio mål samtidigt på en räckvidd av 400 km. Planets dubbla D30-F6-motorer producerar 152 kN dragkraft vardera med efterbrännkammare, och ger planet en topphastighet nära Mach 2,45.

## Provflygningar och incidenter
Den första prototypen av det nya planet flögs för första gången den 16 september 1975 och togs i bruk i det sovjetiska flygvapnet i maj 1981.
Den 26 april 2023 rapporteras om det fjärde planet som kraschar inom ett år, och som inte har med invasionen i Ukraina att göra.

## Produktion/leveranser
Åren 1976–1992 producerades över 400 plan. Efter Sovjetunionens sammanbrott ärvde Ryssland de flesta av MiG-31-planen, även om ett mindre antal hamnade i andra östländers ägo. Under 1990-talet förblev en stor del av planen stående på marken på grund av brist på reservdelar. Under 2000-talet förbättrades situationen något med Rysslands ekonomiska uppgång och år 2006 var runt 75 procent av flygplanen åter i flygande skick.

## Användare
År 2007 fanns sex regement (Kotlas, Sawasllejka, Bolschoje Sawino, Kansk, Tschugujewka, Jelissowo) med totalt ca 200 MiG-31B/BS i tjänst. 50 flygklara plan fanns i reserv och ytterligare 100 i lager vid Lipezk.
Åren 2011-2018 fanns kontrakt på att modernisera 60 ryska plan till varianten Mig-31BM, och tanken är att flyga till åtminstone 2030. År 2014 skrivs kontrakt för att modernisera 50 plan till.
År 2022 var Rysslands flygvapen den största användaren med 131 plan, av tidigare 370, i tjänst. Kazakstan övertog 50 plan efter Sovjetunionens upplösning, där 40 moderniserades till MiG-31BS. År 2022 är 20 i tjänst.

## Varianter
- Ye-155MP – Prototyp baserad på MiG-25.
- MiG-31 – Första serieproducerade varianten. 349 byggda.
- MiG-31A – För att skjuta upp kommersiella satelliter.
- MiG-31M – Från 1985 förbättrad med radarn Zaslon-M, digitalt styrsystem, multifunktiondisplayer, lufttankningsbom och fler vapenbalkar, men utan inbyggd automatkanon. 7 ombyggda på försök innan produktionen av MiG-31B inleddes.
- MiG-31D – Prototyp från 1987 för satellitjakt. 2 byggda.
- MiG-31B – Andra serieproducerade varianten från 1990 med samma förbättringar som MiG-31M plus nya störsändare och möjlighet att bära jaktrobot R-33S.
- MiG-31BM – Första prototyp 1998. Andra prototyp 2006. Moderniserad MiG-31B med bättre radar och eldledningsdator samt möjlighet att bära jaktrobot Vympel R-73. MiG-31BM har begränsad multirollkapacitet och kan bära signalsökande robotar, sjömålsrobotar och attackrobotar. År 2017 rapporteras 110 moderniserade plan.[7] Den 14 juli 2021 avled Valery Olegovich Vasilkov, chefen för moderniseringsprogrammet.[8][9]
- MiG-31BS(M) – MiG-31B(M) utan lufttankning.[10]
- MiG-31E – För export. Bättre radar RP-31E som kan spåra upp till 10 mål, och följa 4 mål på långt avstånd på höjder 50-28000 m. Luftrummet kan avsökas med bredder på 900-1000 km. IR-sökare med passivt läge för att detektera varma avgaser från flygande objekt.[11]
- MiG-31F – Prototyp som multirollsplan.
- MiG-31FE – Prototyp som multirollsplan för export.
- MiG-31K – Modifierad MiG-31BM för att kunna bära den hypersoniska kryssningsroboten Kh-47M2 Kinzjal. Större bränsletankar. Uppdaterade instrumentpaneler. Bortmonterad radar. År 2010 hade 10 Mig-31 moderniserats till denna variant.
- MiG-31LL – Prototyp för utskjutningssäten (SAPS Ejection Seat).[12]
- MiG-31S – För att träna kosmonauter.

## Galleri

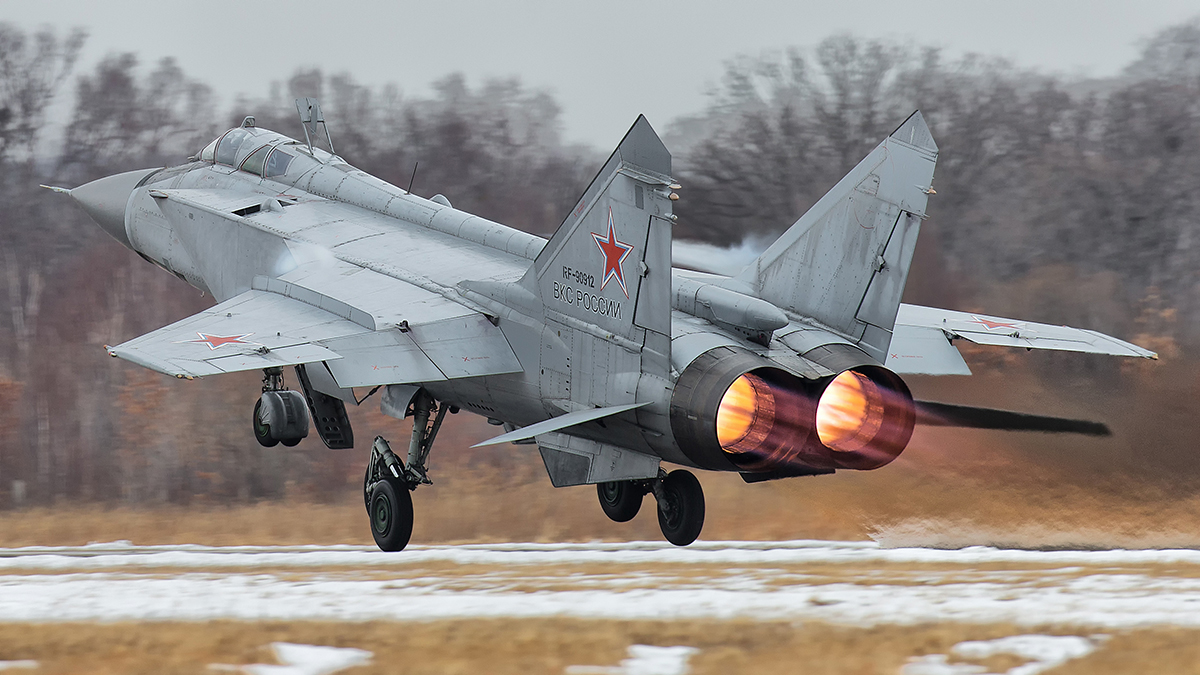
MiG-31BM.
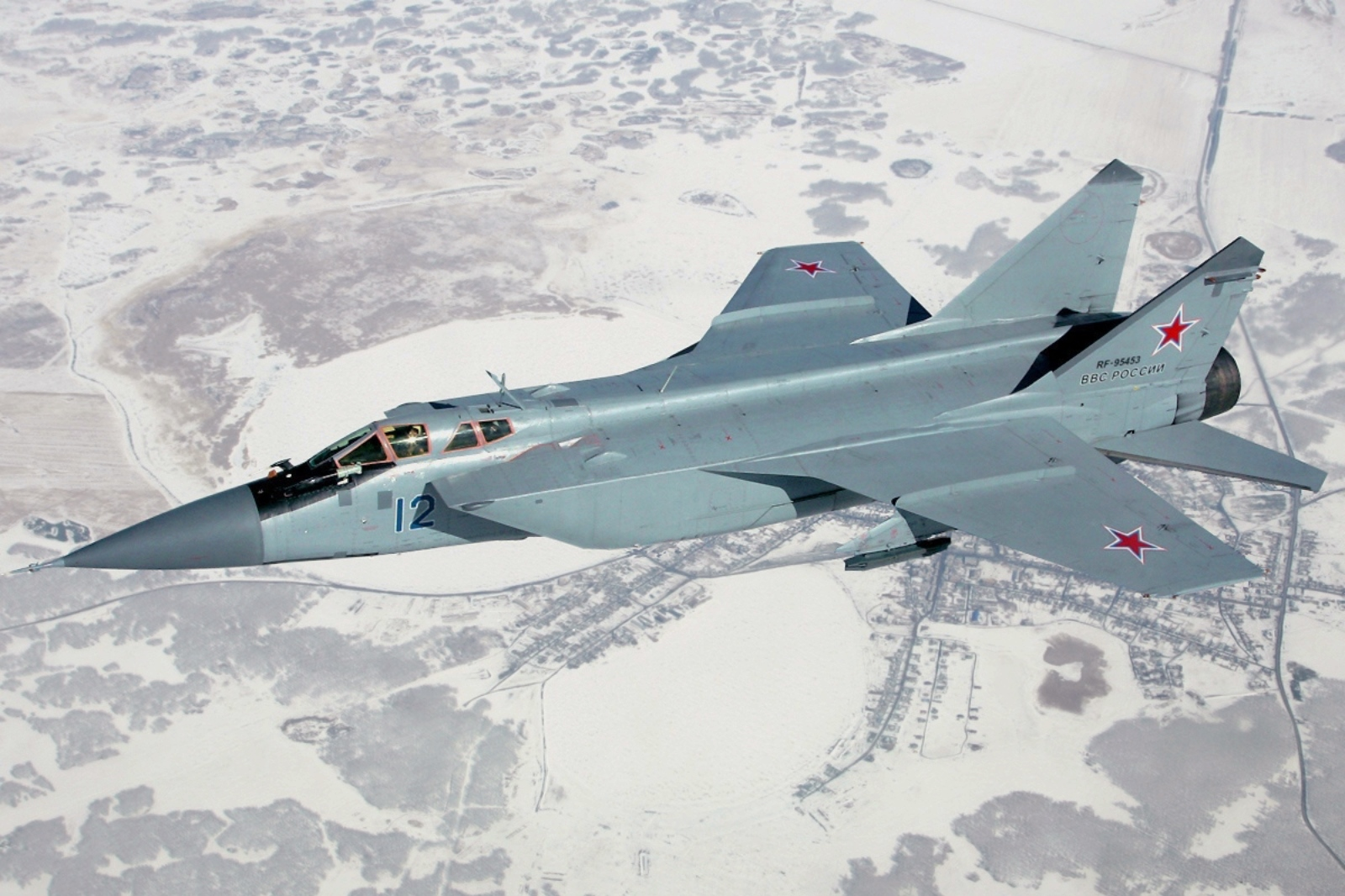
MiG-31P.
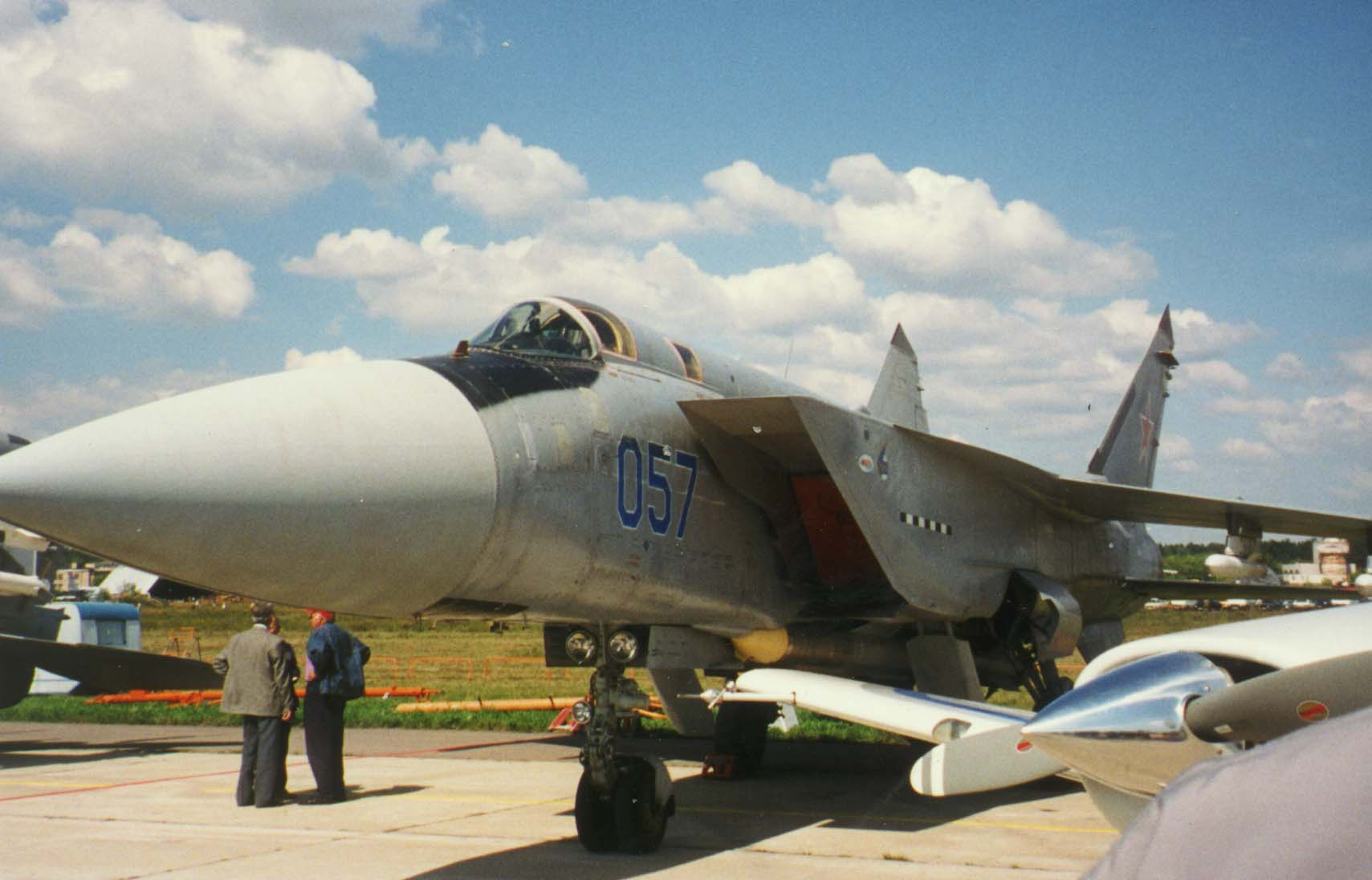
MiG-31M.
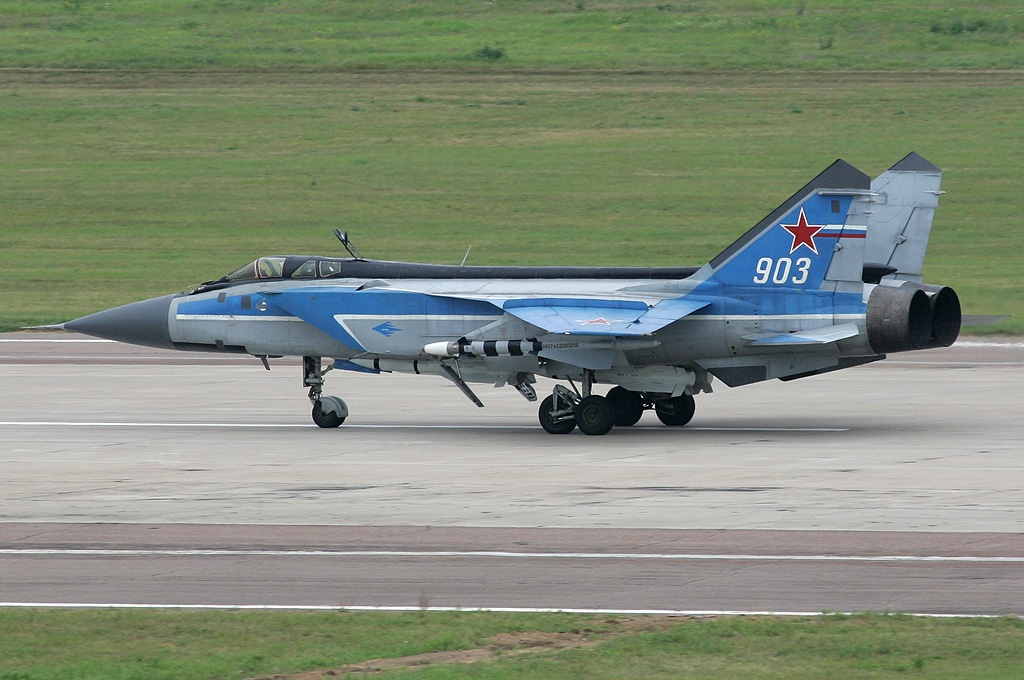
MiG-31E.
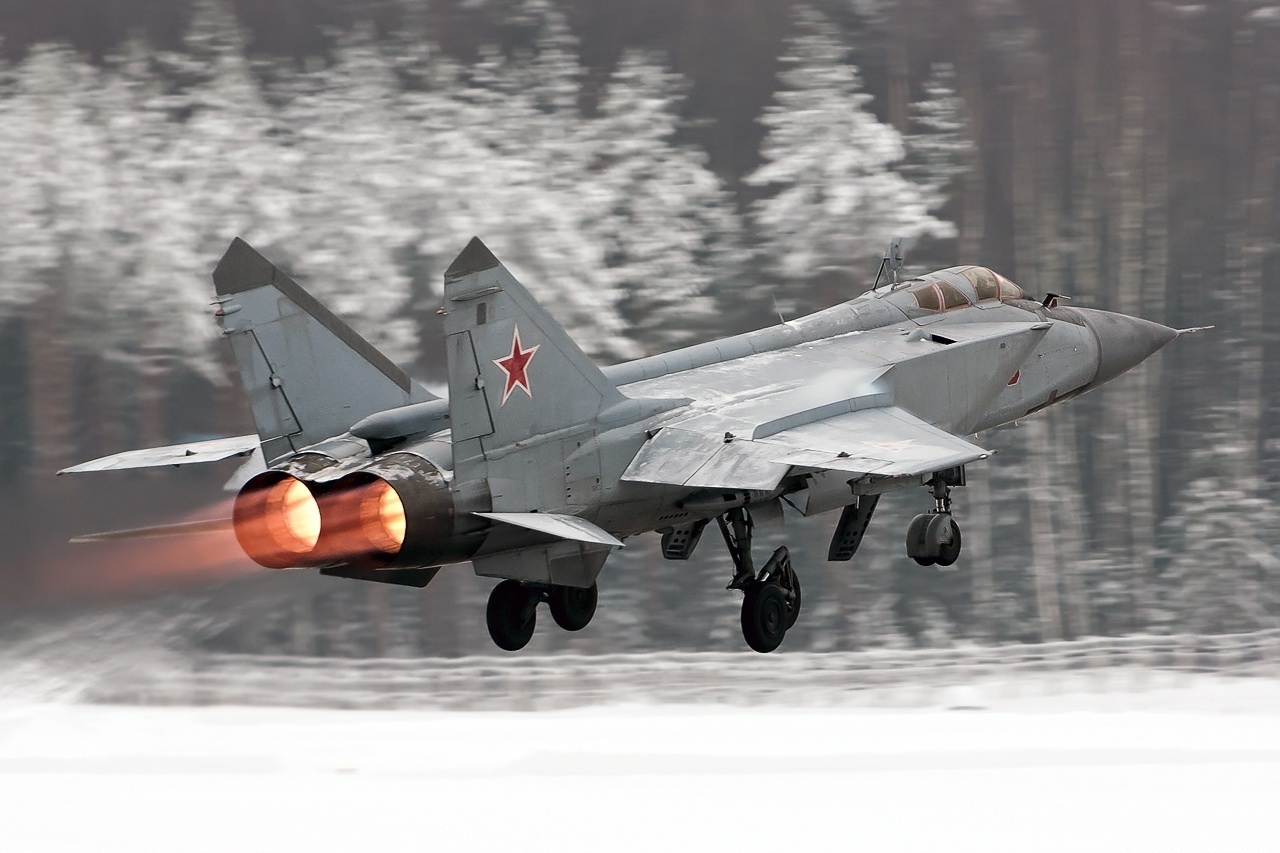
MiG-31B.
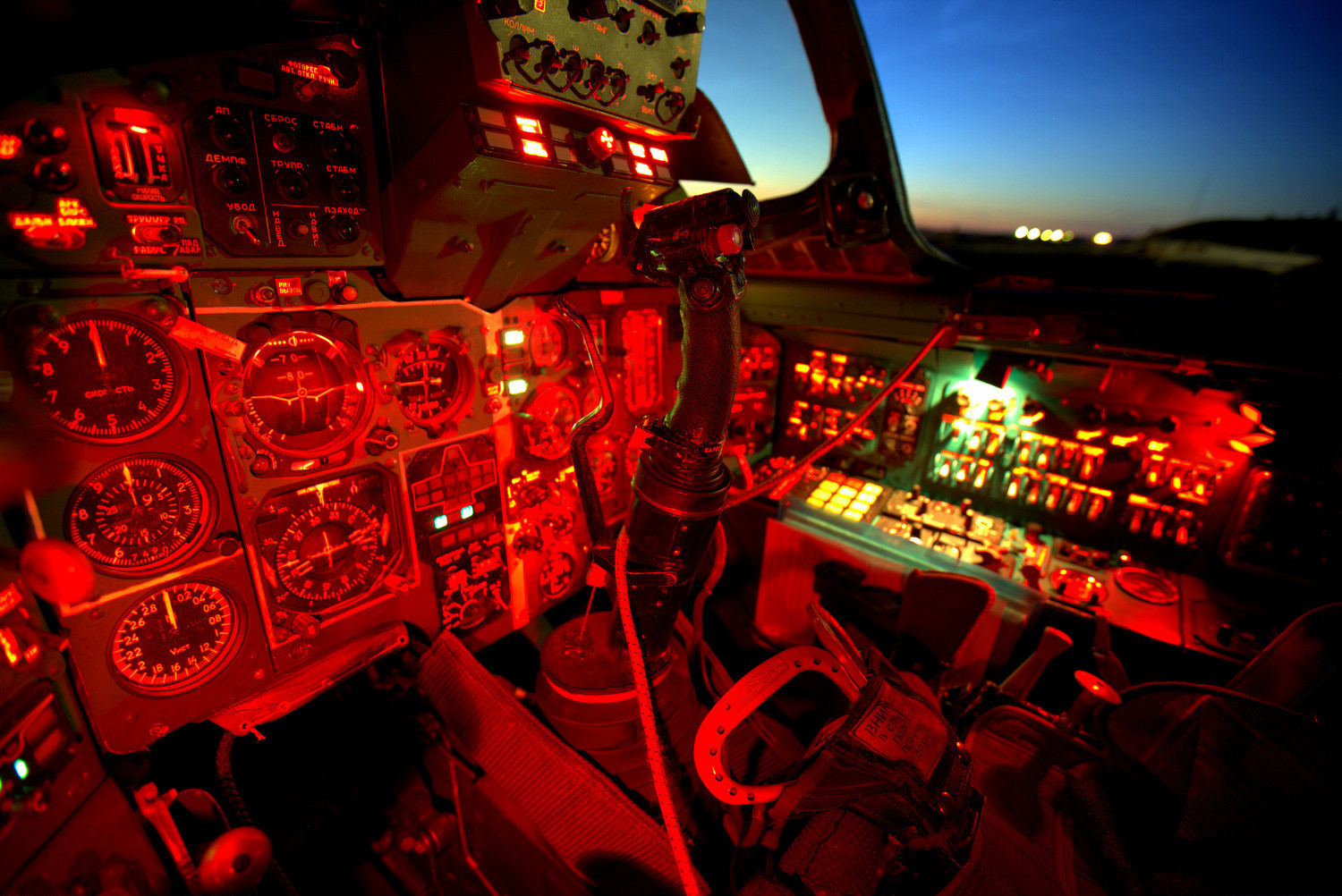
Cockpit av en MiG-31B.
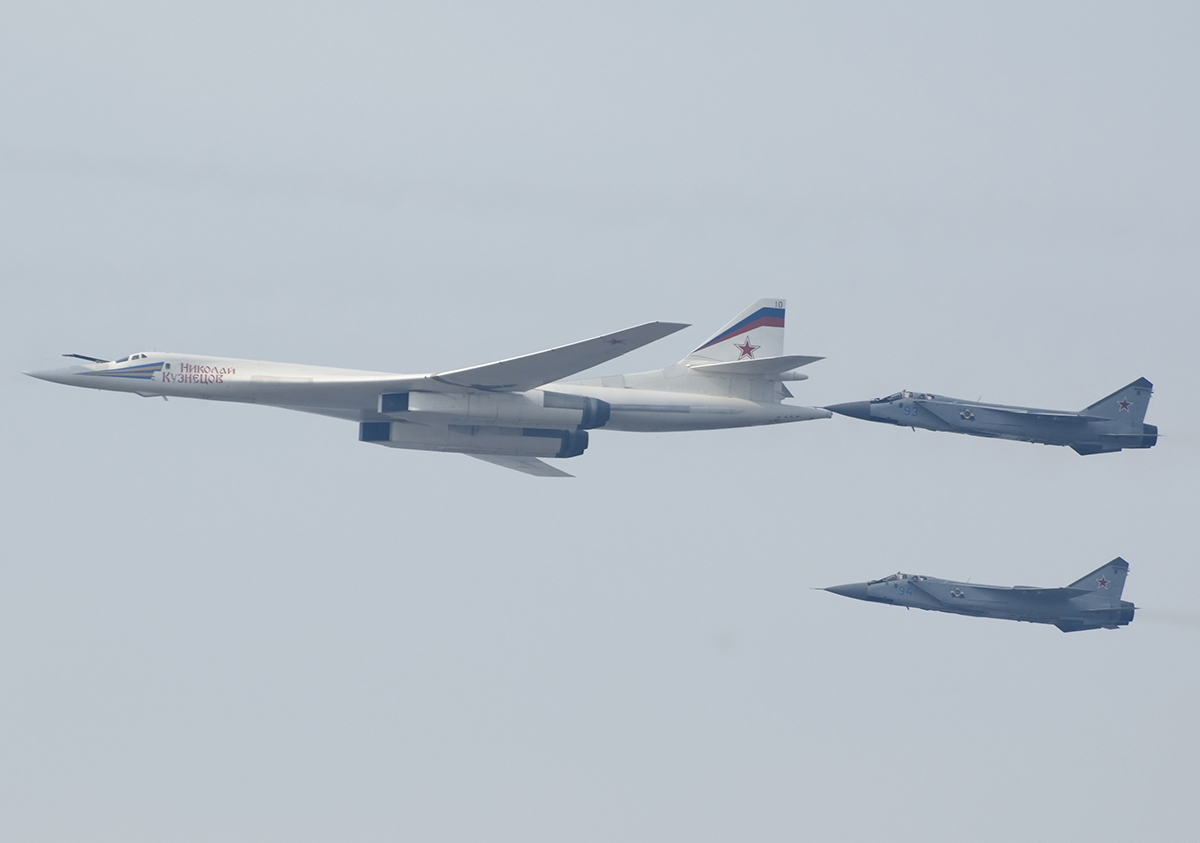
Två MiG-31:or flyger i formation tillsammans med en Tupolev Tu-160.